# 太平製作所
株式会社太平製作所（たいへいせいさくしょ、英: Taihei Machinery Works,Limited）は、愛知県小牧市に本社を置く合板機械などを製造、販売する企業である。

## 沿革
- 1925年5月 - 合名会社太平製作所買収により、株式会社太平製作所を設立。
- 1961年10月 - 名古屋証券取引所2部に上場。
- 1962年8月 - 大阪証券取引所2部に上場。
- 1976年8月 - 現在地に本社移転。
- 2013年7月 - 大阪証券取引所と東京証券取引所の現物株市場統合に伴い、東京証券取引所市場第二部に上場。
- 2022年4月 - 証券取引所の市場区分見直しにより、東京証券取引所の市場第二部からスタンダード市場に、名古屋証券取引所の市場第二部からメイン市場に移行。

## 所在地
- 本社、本社工場 - 愛知県小牧市
- 大阪工場 - 大阪府大阪市住之江区